# L'avvento della meritocrazia
Se non si può giocare altro che un football di prim'ordine, che cosa si deve fare di tutti quelli che non sono abbastanza bravi per essere ammessi nella squadra?
L'avvento della meritocrazia (The Rise of Meritocracy 1870-2033: An Essay on Education and Equality) è un romanzo sociologico distopico del sociologo inglese Michael Young pubblicato nel 1958.
Il protagonista del romanzo è un sociologo fittizio del 2033 che ripercorre le tappe che hanno condotto all'instaurazione della meritocrazia con le riforme implementate a partire dagli anni '70 dell'Ottocento dal Segretario di Stato per l'istruzione William Edward Forster (la carica britannica equivalente al Ministro dell'istruzione italiano) che rese obbligatoria l'istruzione. Nell'anno in cui scrive il protagonista fittizio, il Regno Unito è scosso da gravi disordini interni causati dal cosiddetto Movimento Populista retto da un'alleanza interclassista ovvero i dotati e gli stupidi (le due uniche classi presenti divise dai risultati ottenuti nei test del quoziente intellettivo). 
Il romanzo è particolarmente noto per aver contribuito all'entrata in uso del termine "meritocrazia" sebbene fosse stato coniato nel 1956 dal sociologo delle relazioni industriali Alan Fox in un articolo uscito su una rivista "Socialist Commentary" allo scopo di mostrare la correlazione fra quattro indici di disuguaglianza (reddito, patrimonio, lavoro, educazione).
Essendo stato questo racconto il capostipite della riflessione sul termine "meritocrazia", è stato citato (e molto spesso frainteso come nel caso di Roger Abravanel) da molti degli autori che hanno discusso questo tema come Friedrich von Hayek e John Rawls su tutti.  
Lo scopo dell'autore era quello di mettere in guardia la politica inglese dai rischi e dalle derive di una società sempre più managerializzata in cui l'unico criterio di distribuzione delle cariche è il merito.

## Trama

### Introduzione
Nell'anno 2033, il Regno Unito è scosso da gravi disordini. Un sociologo analizza le rivolte partendo dalle radici storiche della meritocrazia (causa delle vigorose proteste) a partire dagli anni '70 del XIX secolo. In quell'anno il governo sarà in mano alla parte intelligente del popolo: un'élite selezionata secondo la capacità intellettuale e istruita secondo i meriti. I membri della classe dominante possiedono fondamenti di filosofia, scienza, amministrazione e sociologia ed hanno un quoziente intellettivo pari ad almeno 125 punti. Il supremo scopo del Paese è la crescita economica e le persone sono giudicate solo in base a quanto possono apportare a tale causa. Questa è l'intelligenza ed è ciò in base a cui gli uomini sono qui giudicati.

### Parte Prima: L'avvento delle élite

#### Capitolo 1: Lo scontro delle forze sociali
Il percorso che porta alla meritocrazia inizia negli anni 1870 in Inghilterra, con il Segretario di Stato per l'istruzione William Edward Forster che rese obbligatoria l'istruzione. Nello stesso periodo si aboliva il clientelismo facendo diventare regola l'entrata per concorso nella pubblica amministrazione. Fino a quel momento, infatti, il rango veniva assegnato per nascita piuttosto che per merito e la società rurale si fondava su una gerarchia affine a quella della famiglia. In questo contesto, l'ereditarietà era uno stimolo all'impegno e alla responsabilità ma con l'arrivo dell'industria, tale sistema agiva da freno all'efficienza. Nonostante ciò, il sistema ereditario è sopravvissuto a lungo perché, almeno in Inghilterra, non aveva mai avuto luogo un evento che ne azzerasse la società e le istituzioni. In particolare, resistettero a lungo il culto del passato e dell'aristocrazia che rappresentava l'archetipo del padre. Il protagonista riporta con una punta di sarcasmo lo scimmiottamento da parte dei dirigenti della figura del gentiluomo ancora negli anni '70 del XX secolo. Secondo il fittizio sociologo la famiglia e l'aristocrazia vanno di pari passo e sono fonti gemelle di inerzia. Nonostante la negatività percepita nei confronti della famiglia, al 2033 ancora non è stato trovato un sostituto adeguato a questo oggetto sociale poiché i figli necessitano di affetto costante da parte dei medesimi genitori per il loro pieno sviluppo biologico. La società deve dunque convivere tuttora con i difetti della famiglia ma impedire anche che il suo egoismo danneggi la società. Nonostante la costante influenza dell'aristocrazia e della famiglia, la meritocrazia è comunque riuscita a imporsi grazie alla competizione fra nazioni che ha reso la società inglese più vigorosa. In particolare, cita la guerra contro Hitler come stimolo all'innovazione e a un migliore utilizzo delle risorse umane in quanto essa avrebbe portato le persone alla consapevolezza del fatto che la società aveva un'enorme quantità di capacità non sfruttate. Per questo motivo, le quattro grandi riforme dell'istruzione, fa notare lo studioso, hanno avuto luogo alla fine di quattro guerre (la sopracitata riforma degli anni 1870 dopo la guerra di Crimea, quella del 1902 dopo la seconda guerra anglo-boera, quella del 1918 dopo la grande guerra e quella del 1944 verso la fine della seconda guerra mondiale). La resistenza al progresso veniva abbattuta anche ogni volta che si percepiva la minaccia commerciale e scientifica di altri paesi. Al progresso hanno contribuito anche i laburisti dando impulso a grandi imprese che incoraggiavano la promozione del merito e attaccavano ogni forma di influenza familiare e di ereditarietà. Inoltre, fecero approvare prima un'imposta di successione che veniva però facilmente elusa ma riuscirono a porre rimedio approvando un'imposta sul capitale. I laburisti furono importanti anche per il miglioramento del sistema scolastico attraverso l'innalzamento della qualità delle scuola elementare, la gratuità dell'istruzione secondaria e l'aumento di borse di studio disponibili per le università. Essi caldeggiavano l'uguaglianza di opportunità.

#### Capitolo 2: La minaccia della scuola per tutti
Verso la metà del XX secolo, i laburisti fecero marcia indietro e iniziarono a interpretare l'uguaglianza in un modo diverso trascurando le differenze di capacità fra gli uomini e affermando che tutti dovevano frequentare le stesse scuole e ricevere la stessa educazione di base. Fino a quel momento, avevano portavano avanti il progresso (inteso come avanzamento per merito) di fronte alla leadership della casta superiore dei conservatori. Alla loro marcia indietro si contrappose un cambiamento di campo dei conservatori che con la meritocrazia si fecero portatori del progresso mentre i laburisti continuavano a insistere con l'egualitarismo. Erano affascinati dalle scuole comuni americane che però, secondo lo studioso, non potevano essere trapiantate nel Regno Unito in quanto oltreoceano esse erano state fondate allo scopo di evitare una deriva poliglotta. Inoltre, l'istruzione americana, è definita dal sociologo di basso di livello in quanto la sua funzione era di livellamento sociale. Un altro esempio portato dai laburisti erano le scuole sovietiche, all'interno delle quali, tutti i ragazzi frequentavano le stesse scuole medie dai 7 ai 17 anni senza selezioni né discriminazioni. C'erano però delle differenze che le rendevano migliore rispetto alle scuole americane (maggiore disciplina e fatica, insegnanti migliori e meglio pagati, minore quantità di materie facoltative) ma comunque inferiore rispetto a quelle britanniche a causa del rifiuto di separare gli studenti in base all'intelligenza. Le due superpotenze erano viste come efficienti, in realtà avevano semplicemente a disposizione molte risorse a differenza dell'Inghilterra. Inoltre, la competizione veniva accentuata successivamente. Negli anni '80 del XX secolo, il Regno Unito iniziò a vedere i frutti della riforma del 1944 e iniziò a superare le due superpotenze sulla produttività diventando la locomotiva della "rivoluzione intellettuale" del XX secolo dopo esserla stata della rivoluzione industriale a partire dal XVIII secolo. Fra gli anni '60 e '70, i laburisti toccarono il loro apice ed erano molto seguiti ma il loro movimento di protesta non ebbe successo perché la società inglese moderata non ha mai creduto all'eguaglianza, infatti, come si legge nel capitolo precedente, gli inglesi non hanno mai rinunciato all'aristocrazia e al guardare qualcuno in particolare con rispetto. Questa fu la causa del fallimento della scuola unica. In pratica, un'aristocrazia di nascita si era a poco a poco trasformata in un'aristocrazia di ingegno. Per sconfiggere l'opposizione se ne conquistarono i capi annettendone i figli intelligenti. Furono comunque create alcune scuole a indirizzo unico ma non fecero grossi danni perché nei sistemi gerarchici come quello britannico le istituzioni si modellano sull'immagine di quelle superiori e precedenti, quindi, in questo caso delle scuole classiche. Anch'esse in pratica discriminavano sulla base dell'intelligenza. Nonostante ciò, i genitori sceglievano comunque di mandare i figli alle classiche facendo fallire il progetto del Partito Laburista che però si giocò un'altra carta: l'allungamento della scuola elementare fino ai 14-15 anni. Un esperimento di questo tipo si tentò nella Contea del Leicestershire ma anche questo fallì perché riuscivano a funzionare da scale mobili e perché i ragazzi intelligenti andavano presi da piccoli per farli arrivare a livelli alti. 

#### Capitolo 3: Le origini dell'istruzione moderna
Le scuole classiche necessitavano di maggiori fondi per trattenere i migliori studenti e per pagare meglio i migliori docenti. Gli effetti della guerra contro Hitler si fecero sentire negli anni '50 in quanto tutti i ragazzi intelligenti stavano nelle scuole classiche. Il problema però era vincere la concorrenza del lavoro manuale. Lo Stato si fece dunque carico di un'indennità per le famiglie con figli meritevoli di studiare e in seguito pure di uno stipendio agli allievi della classica. Nel 1972 lo stipendio scolastico ammontava al 60% in più rispetto ai guadagni dell'industria. Gli studenti della classica lasciavano così molto più difficilmente la scuola. Si aumentarono gli stipendi agli insegnanti per averne di più e migliori. Le scuole private furono presto prese di mira in quanto i privilegiati si sceglievano in base a criteri non meritocratici (il denaro). In pratica rappresentavano una sorta di "istruzione ereditata". Per combatterle (e anche i laburisti ci si scagliarono contro sebbene mandassero i propri figli in tali istituti per garantirgli un futuro migliore) si dovevano migliorare le scuola pubbliche accrescendone il prestigio. Inoltre il Sesto Gabinetto Laburista istituì una grande imposta patrimoniale di cui le scuole private risentirono subito. In pratica, lo Stato riuscì a soffocare i fondi per le private e a dirottare maggior gettito alle proprie scuole battendo le prime. Alcune scuole private, una volta sconfitte, divennero "scuole-convitto sovvenzionate" con la funzione di rispondere ai bisogni dei ragazzi necessitavano di questo tipo di istituzione. L'integrazione fra classica e convitto portò benefici nel contenuto dei programmi in quanto le seconde si modernizzarono e si aprirono maggiormente alle discipline discipline scientifiche mentre le prime si appropriarono della tradizione (laddove era ancora valida) per meglio coltivare l'élite. Queste riforme ebbero successo grazie alla maggiore efficienza dei metodi di selezione ma il progresso fu rallentato dai laburisti che attaccavano la separazione fra dotati e non dotati. Gli psicologi non valutavano l'intelligenza complessiva, bensì le qualità che occorrevano allo scopo di trarre profitto dall'alta istruzione. I test d'intelligenza erano più equi in quanto gli insegnanti tendevano a premiare i ragazzi provenienti dalla loro stessa classe sociale. La valutazione dell'intelligenza fu espansa nel tempo poiché ci si rese conto che gli individui toccavano il suo apice in periodi anche molto diversi della vita al punto che, per evitare che si perdesse l'intelligenza delle persone che "si svegliavano tardi", la scuola arrivò a durare tutta la vita verso la fine del XX secolo. A qualsiasi età, le persone erano incoraggiate a sottoporsi ogni cinque anni al riesame dell'intelligenza per ottenere una posizione migliore nel caso la meritassero.

#### Capitolo 4: Dall'anzianità al merito
La promozione per merito degli adulti era importante allo stesso modo di quella dei ragazzi ma in un primo momento venne trascurata. Una volta trasformate le caste in classi restava da neutralizzare solo la categoria degli anziani. Questi, dopo il consolidamento della meritocrazia non poterono più sperare di ottenere il meglio per i propri figli ma ciò non gli impedì di cercare di evitare che i figli degli altri superassero la loro stessa supremazia. Era necessario che la concorrenza durasse tutta la vita per evitare che i capaci che ce l'avevano fatta campassero di rendita. Con il prestigio guadagnato dall'istruzione, le aziende più lungimiranti cominciarono a mandare gli scout nelle classiche e nelle università. Questa pratica portò dei problemi perché alcune aziende persuasero alcuni studenti a lasciare lo studio a fronte di golose offerte di apprendistato presso loro. In generale, comunque, l'industria cedette di buon grado il compito di selezionare i futuri dirigenti ai docenti. Tuttavia, per molto tempo ancora, le promozioni si ottenute con il criterio dell'anzianità. I diritti degli anziani erano difficili da abbattere ed erano dati per scontati. L'idea era che l'esperienza avesse un valore molto più alto di quello che in realtà ha ed era inoltre considerata un prodotto dell'età. Nelle scuole erano presenti "prefetti", ragazzi all'ultimo anno che esercitavano un'autorità quasi assoluta (anche per mezzo della coercizione fisica) sui ragazzi più giovani. La gerontocrazia cadde a causa di alcuni fenomeni sociali e non: la pressione giovanile, l'appoggio da parte degli anziani e dei pensionati per le promozioni su base meritocratica (questo gli si ritorse contro poiché una volta abolita la promozione per anzianità, con il passare degli anni si regrediva di posizione lavorativa e i pensionati venivano reimpiegati), i progressi nella classificazione del merito, reso sempre più facilmente misurabile secondo l'equazione M=(I+E) (Merito = sforzo + intelligenza). 

### Parte seconda: La decadenza delle classi inferiori

#### Capitolo 5: Il rango del lavoratore
Il fittizio sociologo analizza qui gli effetti della meritocrazia per le classi sociali inferiori. Nei primi anni del XX secolo, il potere era ancora legittimato ancora su due principi contraddittori, il merito e l'ereditarietà e quasi tutti credevano a entrambi ma chi ne beneficiava si sentiva a disagio perché non potevano dire a sé stessi con sicurezza di essersi meritati la loro posizione sociale non avendo gareggiato apertamente con tutti per esso. Nel 2033, come risulta ormai evidente, l'unico criterio rimasto è il merito. Ciò ha provocato una maggiore disuguaglianza fra le due classi sociali rimaste. Alcuni membri della meritocrazia sono diventati talmente privi di umiltà da offendere i loro sottoposti. Gli individui della classe inferiore, dal canto loro, sanno bene di avere avuto tutte le loro possibilità essendo stati valutati più volte. Questo crea però il problema di rendere sfiduciati questi soggetti che potrebbero abbracciare la devianza e la pigrizia. Cinque fattori hanno salvato la situazione: il ruolo della scuola nell'inculcare agli alunni un atteggiamento per assolvere i propri compiti di vita (il cosiddetti "Mito del Muscolo" per le classi inferiori), il testing a cadenza quinquennale, la consolazione dei genitori nella possibilità di poter vedere il riscatto della propria prole, la stessa stupidità che tiene gli inferiori nella loro condizione in quanto inconsapevoli di ciò che subiscono e, infine, l'applicazione della selezione scientifica all'industria. Quest'ultimo punto è molto importante perché assegnava il lavoro manuale più umile a persone (il cosiddetto Corpo Pionieri) che, oltre a non poter aspirare a qualcosa di meglio, lo apprezzavano anche. Molti avversarono la creazione di questo corpo ma ragionavano ancora secondo la logica pre-meritocratica dell'uguaglianza di tutti gli uomini e non secondo quella dell'ineguaglianza delle loro doti. Assegnare le persone a ruoli superiori o inferiori alle loro capacità era disastroso per la loro stessa salute mentale. Il lavoro manuale fu però sostituito in gran parte dall'automazione e, secondo l'inchiesta Clauson, nel 1988 circa un terzo della popolazione adulta era ormai non più occupabile e necessitava di un'occupazione protetta. Queste persone sarebbero andate a prestare servizio nei ristoranti e nei luoghi pubblici o nei trasporti. Altre furono indirizzate al servizio nelle case dell'élite per evitare ai suoi membri di dover sprecare tempo e intelligenza per le umili e vili faccende domestiche e ciò valeva ancora di più per la donna intelligente. Riconoscendo nuovamente che alcune persone sono superiori ad altre, si poteva ripristinare il servizio domestico ma con maggiori garanzie rispetto a quanto avveniva fino al XIX secolo. 

#### Capitolo 6: Il crollo del movimento operaio
I laburisti alla fine ottennero l'eguaglianza sotto forma di uguaglianza di opportunità. Il grosso del Partito si era inserito nel nuovo sistema meritocratico mentre la parte più integralista aveva continuato la sua battaglia contro di esso. L'importanza del Partito venne sempre meno di pari passo con i lavoratori manuali. Gli intelligenti, di contro, dovevano essere preparati per le responsabilità che dovevano assumersi. Per fare ciò si doveva spingere l'ambizione e allineare l'ideologia del popolo alle esigenze del nuovo sistema. Il catalizzatore del cambiamento psicologico fu il socialismo nella sua accezione cristiana così come il protestantesimo lo era stato per il capitalismo. La differenza stava nel fatto che il secondo spingeva all'accumulazione della ricchezza ma non accennava alla mobilità sociale mentre il primo poneva l'accento sull'uguaglianza. Ma i laburisti non si resero conto del fatto che l'uguaglianza di opportunità significava "uguaglianza nell'opportunità di essere ineguali". Il socialismo vinse la resistenza dei ricchi che volevano continuare a trasmettere i privilegi alla prole e inculcò nel proletariato l'ambizione. Il miglioramento delle tecnologie di comunicazione fece il resto aprendo gli occhi al figlio del proletario sugli stili di vita più agiati un tempo estranei al suo ambiente. Nelle società industriali però, l'ambizione si risvegliava anche nelle menti meno intelligenti creando in essi frustrazione. Quando gli intelligenti arrivarono a stare nella stessa classe superiore, la missione del Partito Laburista si era compiuta e l'organizzazione non aveva quindi più senso di esistere essendo anche stata privata dei suoi membri intelligenti. Questo portò anche al declino della Camera dei comuni a causa della maggiore complessità degli affari unita dalla scarsa remunerazione dei suoi membri che le fece perdere capacità attrattiva. Inoltre, le classi sociali inferiori non avevano smesso di eleggere i propri simili anche dopo che la loro classe era stata svuotata dei suoi individui più dotati causando una diminuzione del QI medio nel Parlamento britannico. Riprese invece vigore la Camera dei lord al punto che, nella contemporaneità del protagonista fittizio, ha il ruolo di comitato centrale dell'élite britannica (con riferimento all'organo del Partito Comunista Cinese). Alla metà del XX secolo, i laburisti iniziarono a virare verso la classe media e divenne nel giro di pochi anni il "Partito dei Tecnici". Il termine "operaio" divenne inadeguato e si sostituì con il termine "tecnico" per ragioni di sensibilità linguistica. Il sindacato andò incontro a un destino simile essendo stato svuotato della sua intelligenza migrata verso il lavoro intellettuale. Tuttavia, riuscì a adattarsi prendendo buoni laureati di second'ordine (che potevano vantare 115-120 punti di QI) che non venivano dalle file del lavoro manuale per metterli ai vertici e nelle strutture burocratiche. Lo stesso fece il Partito Laburista. Anche la nuova organizzazione della società fu di aiuto al sindacato avendo reso le sue funzioni in larga parte automatiche.   

#### Capitolo 7: Ricchi e poveri
La distribuzione della ricchezza è diventata sempre più ineguale con la meritocrazia a causa anche dell'aumento di dimensioni e di complessità delle varie organizzazioni ma questo non ha peggiorato il conflitto sociale, anzi. La ragione di ciò sta nel fatto che gli inglesi hanno sempre avuto la convinzione che alcune categorie di persone fossero superiori ad altre. Con l'imposizione del merito (o meglio del significato che se ne dà) si è uniformato nel sentire sociale il giudizio su chi è effettivamente superiore e chi inferiore. Con l'abolizione della ricchezza ereditaria attraverso patrimoniali e imposte di successione divenne evidente che chi era ricco se lo era semplicemente meritato grazie alla sua intelligenza e al suo sforzo. Tutti ricavavano un vantaggio dalla pervasività del merito. Alcuni socialisti si chiedevano perché il lavoro intellettuale doveva essere pagato così tanto più del lavoro manuale. La risposta del fittizio sociologo era che il primo necessitava di tutti i benefici vari per fare bene il proprio lavoro di pensiero. Nel 2005 si arrivò al livellamento dei redditi fra le due classi (il cosiddetto Eguale) ma la differenza tra i vari gradi la facevano quelli che oggi sono chiamati "fringe benefits" i quali, nel caso dei lavoratore della conoscenza, erano particolarmente sostanziosi.

#### Capitolo 8: La crisi
2033: le tensioni causate dalla meritocrazia hanno portato i populisti eversivi ad avere un importante seguito. I capi del movimento sono tutti donne. Alcune di esse, nel secolo passato, imitando i populisti russi di metà Ottocento, anziché occupare i posti che sarebbero spettati loro nella meritocrazia, andarono a fare lavori umili (operaie, bigliettaie, hostess) per destare nella classe inferiore la consapevolezza del duro trattamento che essa stava subendo. Nel 2009 addirittura sequestrarono il Times per trasformarlo in un quotidiano popolare. In un primo momento, la grande maggioranza dei tecnici non si sentì spinta all'azione da questi eventi. Prima di ritirarsi però, le rivoluzionarie strinsero un'alleanza con gli anziani del Partito dei Tecnici (come anticipato sopra, il nuovo Partito Laburista) che si erano politicizzati in gioventù secondo i valori socialisti. Essi ipotizzarono che queste donne non fecero breccia in quanto non erano effettivamente dei tecnici. Nel 2009, una sezione locale del Partito dei Tecnici pubblicò il Manifesto di Chelsea che negli anni '20 del XXI secolo aveva avuto una certa risonanza. Si trattava di un manifesto programmatico che indicava lo scopo del Partito: la promozione della varietà e la società senza classi e la negazione dell'esistenza di uomini e donne superiori e inferiori. Secondo il Manifesto, ognuno è un genio in qualcosa (che si tratti di costruire radiotelescopi o coltivare rose) ed ha delle qualità tutte sue (bontà, coraggio, fantasia, generosità) perciò le classi non hanno più senso di esistere. In siffatta società auspicata, le differenze verranno incoraggiate e l'uguaglianza di opportunità è qui declinata nel senso dello sviluppo delle virtù e dei talenti di cui sono dotate tutte le persone per vivere una vita piena. Le scuole stimolerebbero i ragazzi individualmente mischiando le loro differenze. La ragione per cui furono proprio le donne a sollevarsi per prime, secondo il protagonista, è da ricondurre al fatto che esse volevano la parità dei sessi, la quale, essendo "ovviamente irraggiungibile" (così scrive il sociologo nel 2033), le portò a spostare la protesta verso la classe dirigente, vista come capro espiatorio responsabile della loro subalternità biologica. Questi risentimenti e tensioni divennero minaccia per lo Stato allorché la destra del Partito Conservatore ha caldeggiato, per quanto implicitamente, il ripristino dell'ereditarietà in quanto, a detta loro, nei fatti sarebbe già questo lo stato attuale delle cose: già nel 1990 tutti gli adulti con un alto QI stavano nella meritocrazia e i migliori di oggi sono il prodotto dei migliori di ieri. Nel 2020 a tre anni si potevano fare già previsioni sull'intelligenza futura del bambino rendendo inutile mischiare chi dimostrava alto potenziale già a quell'età con chi non ne aveva. Addirittura si poteva ricavare il potenziale dagli ascendenti secondo un fittizio Premio Nobel, il Dottor Charles. Le nuove scoperte portarono i genitori intelligenti a mandare i figli in scuole speciali o private, nuovamente istituite dopo che erano state trasformate in convitti. Si è irrigidito il sentimento di classe e si è arrivati a riconsiderare l'uguaglianza di opportunità. In realtà, gli intelligenti tendono ad avere figli leggermente più stupidi e viceversa gli stupidi, la tendenza è verso la media. Per questa ragione non ha senso rendere ereditaria l'élite. Ulteriori nuove frontiere sono state esplorate ponendo altri quesiti di carattere etico. È questo il caso della scoperta della possibilità di incrementare l'intelligenza potenziale. Genitori intelligenti sono arrivati a scambiare i figli stupidi con quelli con un alto potenziale arrivando praticamente ricreando una sorta di deriva eugenetica. L'avversione verso i conservatori rese ogni argomento incendiario. Le cause delle classi inferiori esplosero tutte assieme e trovarono i loro rappresentanti nei circoli femminili che erano animati da donne dotate. La previsione del sociologo è che il 2034 sarà, ad esagerare, un 1848 all'inglese.
Il romanzo si chiude con una nota piena di rincrescimento dell'editore del saggio che riporta la morte del protagonista durante una rivolta violenta a Peterloo dove egli si trovava per un convegno. 